# Neckarcup 2022
El torneo Heilbronner Neckarcup 2022 fue un torneo de tenis perteneciente al ATP Challenger Tour 2022 en la categoría Challenger 80. Se trató de la 8.ª edición, el torneo tuvo lugar en la ciudad de Heilbronn (Alemania), desde el 9 hasta el 15 de mayo de 2022 sobre pista de tierra batida al aire libre.

## Jugadores participantes del cuadro de individuales
| Favorito | País                    | Jugador                 | Rank1 | Posición en el torneo |
| -------- | ----------------------- | ----------------------- | ----- | --------------------- |
| 1        | Bandera de Alemania     | Daniel Altmaier         | 65    | CAMPEÓN               |
| 2        | Bandera de Argentina    | Facundo Bagnis          | 97    | Segunda ronda         |
| 3        | Bandera de Colombia     | Daniel Elahi Galán      | 109   | Semifinales           |
| 4        | Bandera de España       | Bernabé Zapata Miralles | 113   | Cuartos de final      |
| 5        | Bandera de China Taipéi | Chun-hsin Tseng         | 118   | Cuartos de final      |
| 6        | Bandera de Moldavia     | Radu Albot              | 120   | Primera ronda         |
| 7        | Bandera de Suiza        | Marc-Andrea Hüsler      | 125   | Primera ronda         |
| 8        | Bandera de Eslovaquia   | Andrej Martin           | 135   | FINAL                 |

- 1 Se ha tomado en cuenta el ranking del 2 de mayo de 2022.

### Otros participantes
Los siguientes jugadores recibieron una invitación (wild card), por lo tanto ingresan directamente al cuadro principal (WC):
- Max Hans Rehberg
- Marius Copil
- Bernabé Zapata Miralles

Los siguientes jugadores ingresan al cuadro principal tras disputar el cuadro clasificatorio (Q):
- Jonáš Forejtek
- Benjamin Hassan
- Oleksii Krutykh
- Rudolf Molleker
- Sumit Nagal
- Henri Squire

## Campeones

### Individual Masculino
- Daniel Altmaier derrotó en la final a  Andrej Martin, 3–6, 6–1, 6–4

### Dobles Masculino
- Nicolás Barrientos /  Miguel Ángel Reyes-Varela derrotaron en la final a  Jelle Sels /  Bart Stevens, 7–5, 6–3